# Енгалычев, Павел Николаевич
Князь Па́вел Никола́евич Енгалы́чев (25 марта 1864 — 12 августа 1944) — русский генерал-лейтенант, генерал-адъютант из рода Енгалычевых. Последний Варшавский генерал-губернатор.

## Биография
Из дворян Тамбовской губернии. Сын губернского предводителя дворянства князя Николая Ивановича Енгалычева и жены его Надежды Павловны Игнатьевой, дочери генерала П. Н. Игнатьева.
Образование получил в Пажеском корпусе. Выпущен корнетом (1883) в Кавалергардский Ея Величества полк. В 1889 году окончил Николаевскую академию Генерального штаба по первому разряду.
С 1892 года старший адъютант 1-й гвардейской пехотной дивизии. В 1894—1901 годах — военный агент в Германии. Во время Китайской кампании 1900—1901 годов состоял при Германском экспедиционном корпусе.

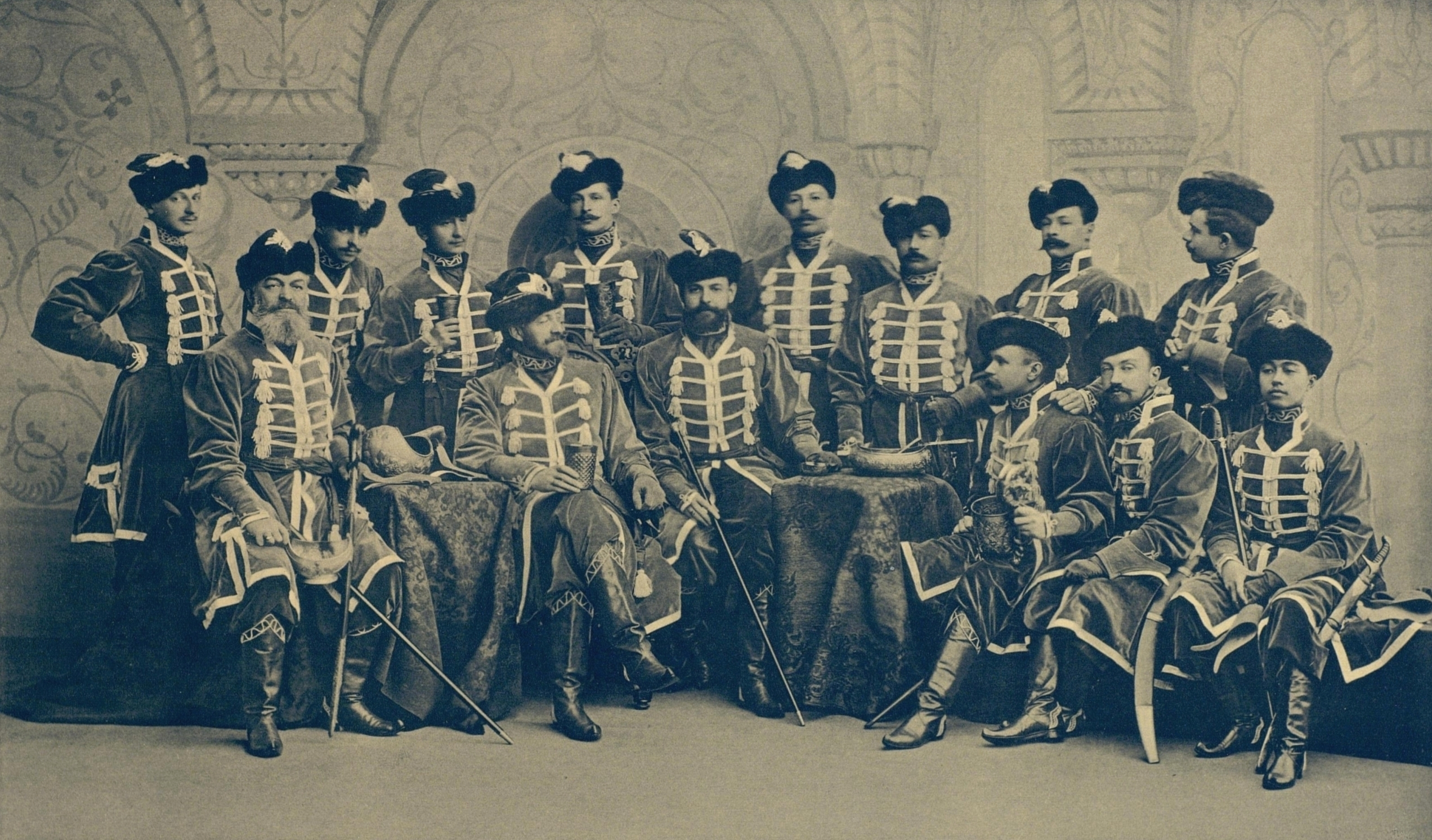
П. Н. Енгалычев (сидит в центре) на Костюмированном балу 1903 года в группе офицеров лейб-гвардии Гусарского Его Величества полка

С 8 июня 1902 года — командир лейб-гвардии Гусарского полка. 6 сентября 1905 года назначен и. д. дворцового коменданта. 26 октября 1905 года переведён в распоряжение министра императорского двора генерала В. Б. Фредерикса.
22 марта 1914 года Енгалычев был назначен начальником Николаевской военной академии. После начала войны занятия в Академии были прекращены, а Енгалычев получил 9 августа 1914 года назначение начальником штаба 6-й армии, которая должна была обеспечивать оборону Петрограда.
23 декабря 1914 года назначен Варшавским генерал-губернатором для проведения более либерального по отношению к полякам курса.
Уже в 1915 году значительная часть территории генерал-губернаторства попала под контроль противника, а другая передана под контроль командующим частями действующей армии. Тем не менее Енгалычев продолжал числиться генерал-губернатором, хотя в июле 1915 года покинул Варшаву.
В марте 1915 года пожалован в генерал-адъютанты.
После Февральской революции 8 апреля 1917 г. потерял должность и был зачислен в распоряжение начальника штаба Верховного главнокомандующего. 5 апреля 1917 года переведён в резерв чинов при штабе Киевского ВО, а 19 июля 1917 уволен от службы по прошению с мундиром и пенсией. В 1918 жил в Кисловодске, в 1919 — в Екатеринодаре, присоединился к Белому движению.
После поражения белых армий — в эмиграции. Умер в 1944 году в Лозанне.

## Семья
Был женат на Маргарите Алексеевне Стенбок-Фермор (1870—1950). Их дочь: Маргарита Павловна Енгалычева, в замужестве Лерда Ольберг (16 апреля 1901, Берлин — 16 декабря 1976, Рим)

## Награды
- Орден Святого Станислава 3-й ст. (1891);
- Орден Святого Владимира 4-й ст. (1897);
- Орден Святой Анны 2-й ст. (1901);
- Орден Святого Владимира 3-й ст. (1904);
- Орден Святого Станислава 1-й ст. (1906);
- Орден Святой Анны 1-й ст. (18.04.1910);
- Орден Святого Владимира 2-й ст. (06.05.1913).

Иностранные:
- французский Орден Почетного Легиона, кавалерский крест (1894);
- черногорский Орден Князя Даниила I 4-й ст. (1896);
- саксонский Орден Альбрехта 2-го класса (1897);
- прусский Орден Короны 2-го кл со звездой (1901).